# エクストラオーディナリー・マシーン
『エクストラオーディナリー・マシーン』（Extraordinary Machine）は、アメリカ合衆国のシンガーソングライター、フィオナ・アップルが2005年に発表した3作目のスタジオ・アルバム。『真実』（1999年）以来6年振りの新作である。

## レコーディング
アップルはしばらく音楽活動を休止していたが、2002年に友人のプロデューサー、ジョン・ブライオンと共にレコーディングを開始する。2002年当時ブライオンは落ち込んでおり、生きがいを求めて「僕を救うためにアルバムを作ってほしい」とアップルに依頼したという。2003年5月には、ブライオンのプロデュースにより一度アルバムが完成するが、アップルは2004年4月より、マイク・エリゾンドとブライアン・ケヒューをプロデューサーに起用してアルバムを作り直した。

## リリースに至るまでの騒動

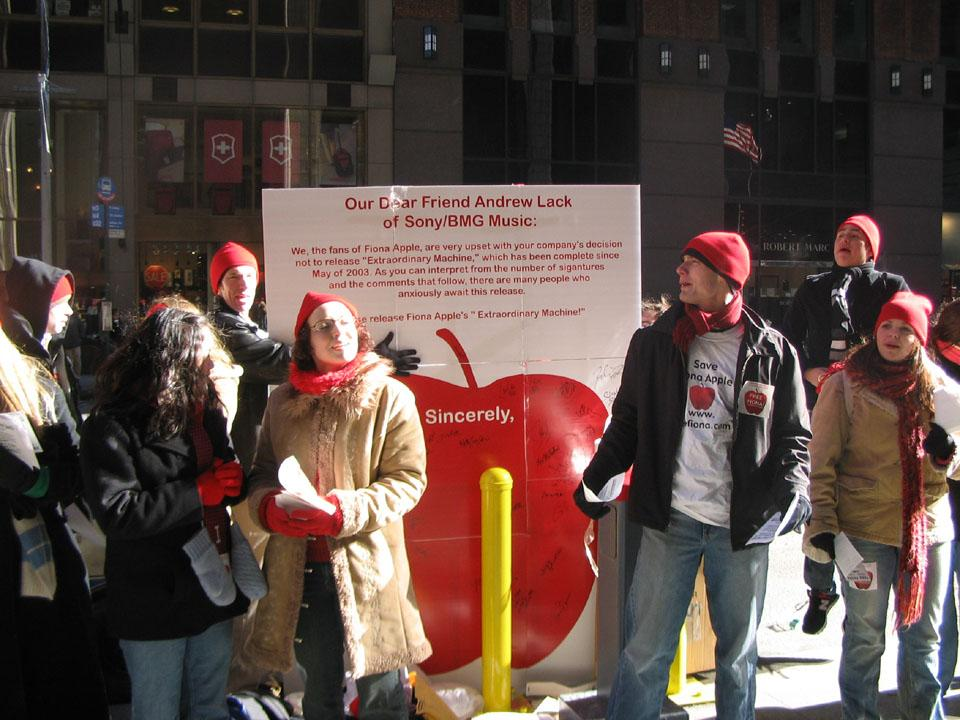
2005年1月28日、『エクストラオーディナリー・マシーン』のリリースを要求してニューヨークのソニーBMG本社前に集まったフィオナ・アップルのファン

2005年に入ると、本作がなかなかリリースされないことに業を煮やしたファンが、freefiona.comというウェブサイトを立ち上げてキャンペーンを開始し、レーベルを批判。1月28日には、45人ほどのファンがソニーBMG（アップルの所属レーベルであるエピック・レコードの親会社）本社の前に集まり、抗議活動を行った。ただし、エリゾンドの説明によれば、アルバムを作り直したのはレーベルではなくアップル本人の意向であり、アップル自身も2005年9月に行われたインタビューで「彼ら（エピック・レコード）は却下なんて言わなかったし、延期もしていない」と語っている。また、2月末にはシアトルのラジオ局The End 107.7がアップルの未発表曲をオン・エアし、既にインターネットで流出していたタイトル曲と「ベター・ヴァージョン・オヴ・ミー」だけでなく「ノット・アバウト・ラヴ」、「ゲット・ヒム・バック」、「ユースト・トゥ・ラヴ」といった仮タイトルの新曲も放送された。そして、最終的には11曲がインターネット上に流出する。
公式リリースされたヴァージョンには、ブライオンがプロデュースした2曲を含む12曲が収録され、そのうち「パーティング・ギフト」は事前にリークされなかった完全未発表曲である。エリゾンドによれば、大部分の曲のサウンドはリークされた初期ヴァージョンと「根本的に違う」とのことである。なお、ピッチフォーク・メディアの寄稿者Rob Mitchumは、ブライオンがプロデュースした初期ヴァージョンと公式のヴァージョンを比較して、「違いは微妙どころではない」「"Not About Love"や"O' Sailor"といった曲では、ブライオンは自主映画の傑作におけるサウンドトラック制作と同様、アップルの曲を豪華に編曲している」「エリゾンドのアプローチは、より折衷的」と評している。

## 反響・評価
アメリカのBillboard 200では7位に達して自身初のトップ10入りを果たし、2006年1月にはRIAAによってゴールドディスクに認定された。第48回グラミー賞では最優秀ポップ・ボーカル・アルバム賞にノミネートされるが、受賞は果たせなかった。
Stephen Thomas Erlewineはオールミュージックにおいて5点満点中4.5点を付け「『真実』をより明るく、簡素にしたような響きで、同作のように独特のアレンジが施されているわけではないが、曲自体の芸術っぽさは保たれている」「より親しみやすくなったかもしれないが、その姿勢、意志、表現において、なおもアート・ポップ・アルバムであり続けている」と評している。『ローリング・ストーン』誌が選出した「2000年代のベスト・アルバム100」では49位。『ローリング・ストーン』誌の「歴代最高のアルバム500選」に選ばれている。

## 収録曲
全曲ともフィオナ・アップル作。
1. エクストラオーディナリー・マシーン - "Extraordinary Machine" - 3:43
2. ゲット・ヒム・バック - "Get Him Back" - 5:24
3. オー・セイラー - "O' Sailor" - 5:35
4. ベター・ヴァージョン・オヴ・ミー - "Better Version of Me" - 2:59
5. ティンプス（ザ・シック・イン・ザ・ヘッド・ソング） - "Tymps (the Sick in the Head Song)" - 4:03
6. パーティング・ギフト - "Parting Gift" - 3:34
7. ウィンドウ - "Window" - 5:31
8. オー・ウェル - "Oh Well" - 3:40
9. プリーズ・プリーズ・プリーズ - "Please Please Please" - 3:33
10. レッド・レッド・レッド - "Red Red Red" - 4:07
11. ノット・アバウト・ラヴ - "Not About Love" - 4:19
12. ワルツ（ベター・ザン・ファイン） - "Waltz (Better Than Fine)" - 3:46

### 日本盤ボーナス・トラック
1. ペイパー・バッグ/紙袋（ライヴ） - "Paper Bag (live)" - 3:07
2. エクストラオーディナリー・マシーン（ライヴ） - "Extraordinary Machine (live)" - 3:33

## 参加ミュージシャン
- フィオナ・アップル - ボーカル、ピアノ
- マイク・エリゾンド - モーグ・ベース(#2, #8, #10)、エレクトリックベース(#3, #4, #5, #7)、メロトロン(#5)、クラビネット(#5, #7)、プログラミング(#5, #7)、アップライト・ベース(#10, #11)
- ジョン・ブライオン - マリンバ(#1)、オーケストラ・アレンジ(#1)、エレクトリックベース(#12)
- アーミア・トンプソン - ドラムス(#2, #11)
- エイブ・ラボリエル・ジュニア - ドラムス(#3, #4, #5, #7, #8, #9, #10)、パーカッション(#4)、プログラミング(#7)
- ジム・ケルトナー - ドラムス(#12)
- キーファス・シアンシア - キーボード(#2)
- Zac Rae - タック・ピアノ(#3, #5)、パンプ・オルガン(#3, #8)、ヴィブラフォン(#3, #5, #9)、クラビネット(#3, #5)、チェンバレン(#3)、ファルフィッサ・オルガン(#3, #4)、アープ・ストリング・アンサンブル(#3)、オプティガン・オルガン(#4, #5)、マリンバ(#5)、ウーリッツァー・ピアノ(#5, #9)、チェレステ(#5)、マーキソフォーン(#5)、キーボード(#9)
- ジェビン・ブルーニ - ヤマハ・ポータフォン(#3)、360システム(#3, #4)、チェンバレン(#4, #5)、キーボード(#10)
- ロジャー・ジョセフ・マニング・ジュニア - キーボード(#7, #8)
- デイヴ・パーマー - キーボード(on #7, #8)
- グレン・バーガー - フルート(#3)、サックス(#4, #7)
- ジョン・ダヴァーサ - トランペット(#4, #7)、ホーン・アレンジ(#4, #7)
- ジョージ・サッチャー - トロンボーン(#4, #7)
- ブライアン・ケヒュー - ギター(#4, #8, #10, #11)、キーボード(#4)、ファズ・ギター(#9)、ファルフィッサ・オルガン(#10)
- ブラッド・ワーナー - フレンチ・ホルン(#8)
- ベンモント・テンチ - オルガン(#12)
- パトリック・ウォーレン - オーケストラ・アレンジ(#12)